# جوائز الموسيقى العالمية لعام 2008
جوائز الموسيق العالمية لعام 2008 (الحفل الـ20 لجوائز الموسيقى العالمية) أقيم بتاريخ 9 نوفمبر 2008 في موناكو. قدم الحفل الممثل جيسي متكالف والمغنية ميشيل ويليامز.

## جوائزالأسطورة
- جائزة الماسة: رينغو ستار
- مساهمة رائعة من أجل الفنون: بيونسي نولز
- جائزة لإنجاز مميز: ماريا كاري
- مساهمة رائعة لصناعة الموسيقى: ل. أ. ريد

## الفائزون

### فئة الأكثر مبيعات في العالم
كولدبلاي

### فئة الدي جي
- أفضل دي جي في العالم: لورينت وولف

### فئة الموسيقى اللاتينية
- أكبر مبيعات لمغني موسيقية لاتينية في العالم: إنريكي إغليسياس

### فئة الجديد
- أكبر مبيعات لفنان جديد في العالم: ليونا لويس

### فئة البوب
- أكبر مبيعات لمغنية بوب في العالم: ليونا لويس
- أكبر مبيعات لمغني بوب في العالم: كيد روك

### فئة البوب روك
- أكبر مبيعات لمغنية بوب روك في العالم: آمي واينهاوس
- أكبر مبيعات لمغني بوب روك في العالم: كيد روك

### فئة الرابهيب هوب
- أكبر مبيعات لمغني راب هيب هوب في العالم: ليل واين

### فئة الروك
- أكبر مبيعات لعارضي روك في العالم: كولد بلاي

### فئة الآر&بي
- أكبر مبيعات لمغنية آر&بي في العالم: أليشيا كيز
- أكبر مبيعات لمغني آر&بي في العالم: كريس براون
- أكبر مبيعات لمغني آر&بي جديد في العالم: إيستيل

### الجوائز المحلية
- أكبر مبيعات لمغني أفريقي: أيكون
- أكبر مبيعات لمغني أمريكي: مادونا
- أكبر مبيعات لمغني أسترالي: ديلتا غوودريم
- أكبر مبيعات لمغني بينيلوكس: كيت ريان
- أكبر مبيعات لمغني بريطاني: كولدبلاي
- أكبر مبيعات لمغني كندي: سيلين ديون
- أكبر مبيعات لمغني صيني: جاي تشو
- أكبر مبيعات لمغني فرنسي: كريستوف ماي
- أكبر مبيعات لمغني ألماني: ديي أرزته
- أكبر مبيعات لمغني أيرلندي: ذا سكريبت
- أكبر مبيعات لمغني إيطالي: جوفانوتي
- أكبر مبيعات لمغني ياباني: إيكسيل
- أكبر مبيعات لمغني عربي: نانسي عجرم
- أكبر مبيعات لمغني نيجيري: توفايس
- أكبر مبيعات لمغني نرويجي: مادكون
- أكبر مبيعات لمغني روسي: فيليب كيركوروف
- أكبر مبيعات لمغني إسباني: إنريكي إغليسياس
- أكبر مبيعات لمغني سويدي: باسهنتر